# Tapolcai elágazás
A Tapolcai elágazás Miskolc egyik legjelentősebb közlekedési csomópontja. Itt ágazik el a 3-as főút (Csaba vezér út/Soltész Nagy Kálmán út) és az Ifjúság útja.
A Tapolcai elágazástól a város jelentős része könnyen megközelíthető: a 3-as úton befelé, illetve a vele párhuzamos Csabai kapu nevű főúton a Belváros, a 3-as úton kifelé Hejőcsaba, míg az Ifjúság útján az Avas-déli lakótelep közelíthető meg. A 3-as útnak a városból kivezető szakaszával párhuzamos Miskolctapolcai úton Miskolctapolca és az Egyetemváros érhető el.
A 4-es, 12-es, 14-es, 20-as, 20A-s,24-es 30-as, 32-es, 34-es, 36-os,43-as, 44-es, valamint a 45-ös buszok mellett távolsági buszok is állnak meg, emellett a tapolcai bicikliút is elhalad erre. Itt áll a harmadikként megnyílt (jelenleg második legrégebbi) McDonald’s. A közelben a Penny Market, az ÖMV benzinkút és a benzinkúton a Spar Express van még jelen.
A csomópontban az egyes útirányoknak megfelelően összesen három külön ÖMV benzinkút épült fel. Az első ÖMV benzinkút átadására 1992. augusztusában került sor, a másik kettő nem sokkal később készült el.Néhány év elteltével a három benzinkút közül a középsőt bezárták, majd 2001. nyarán lebontották. Ezt követően, még 2001-ben épült a helyére az autós McDonald’s gyorsétterem.

## Galéria

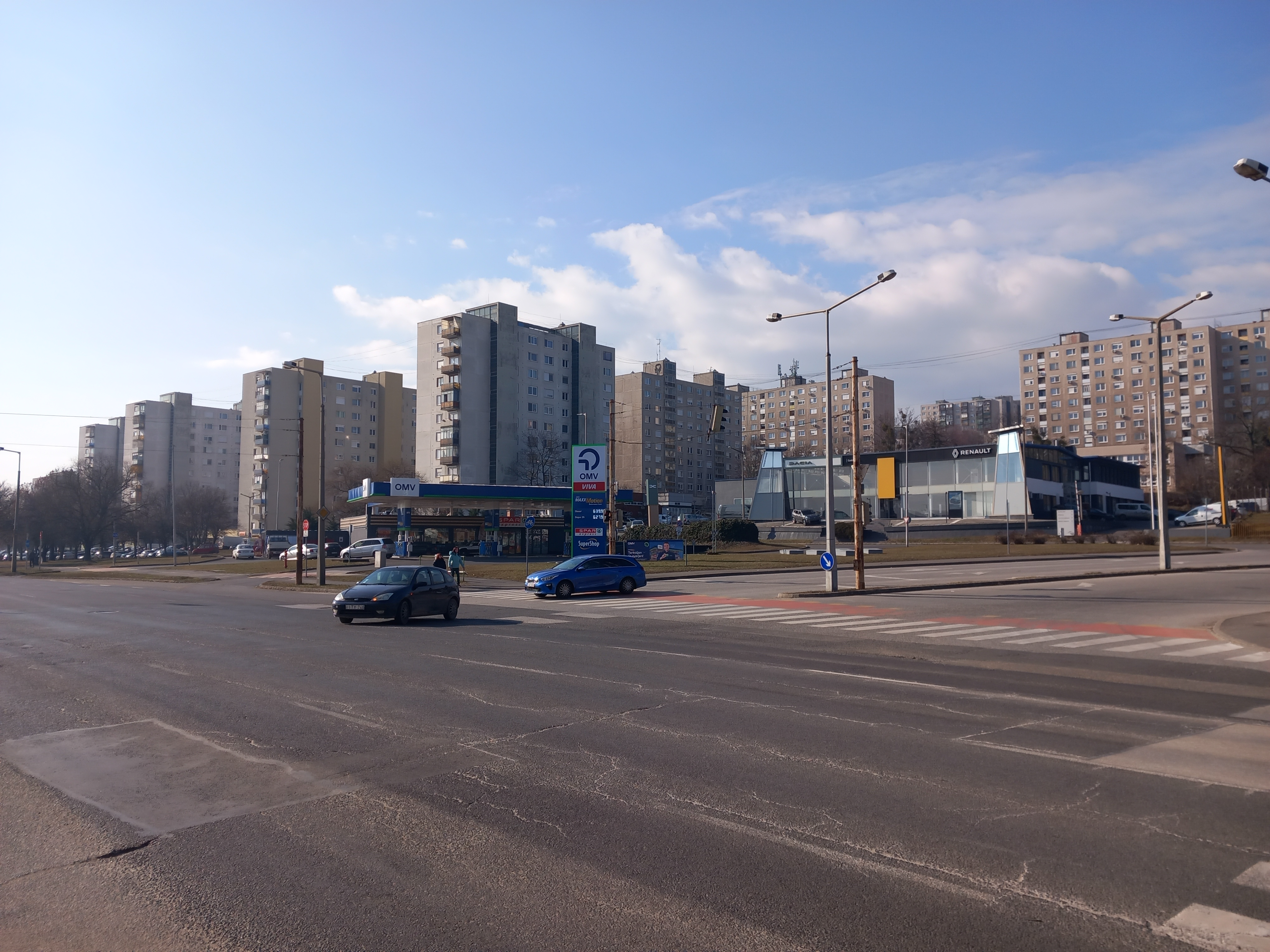
Az avasi lakótelep a Tapolcai elágazásnál
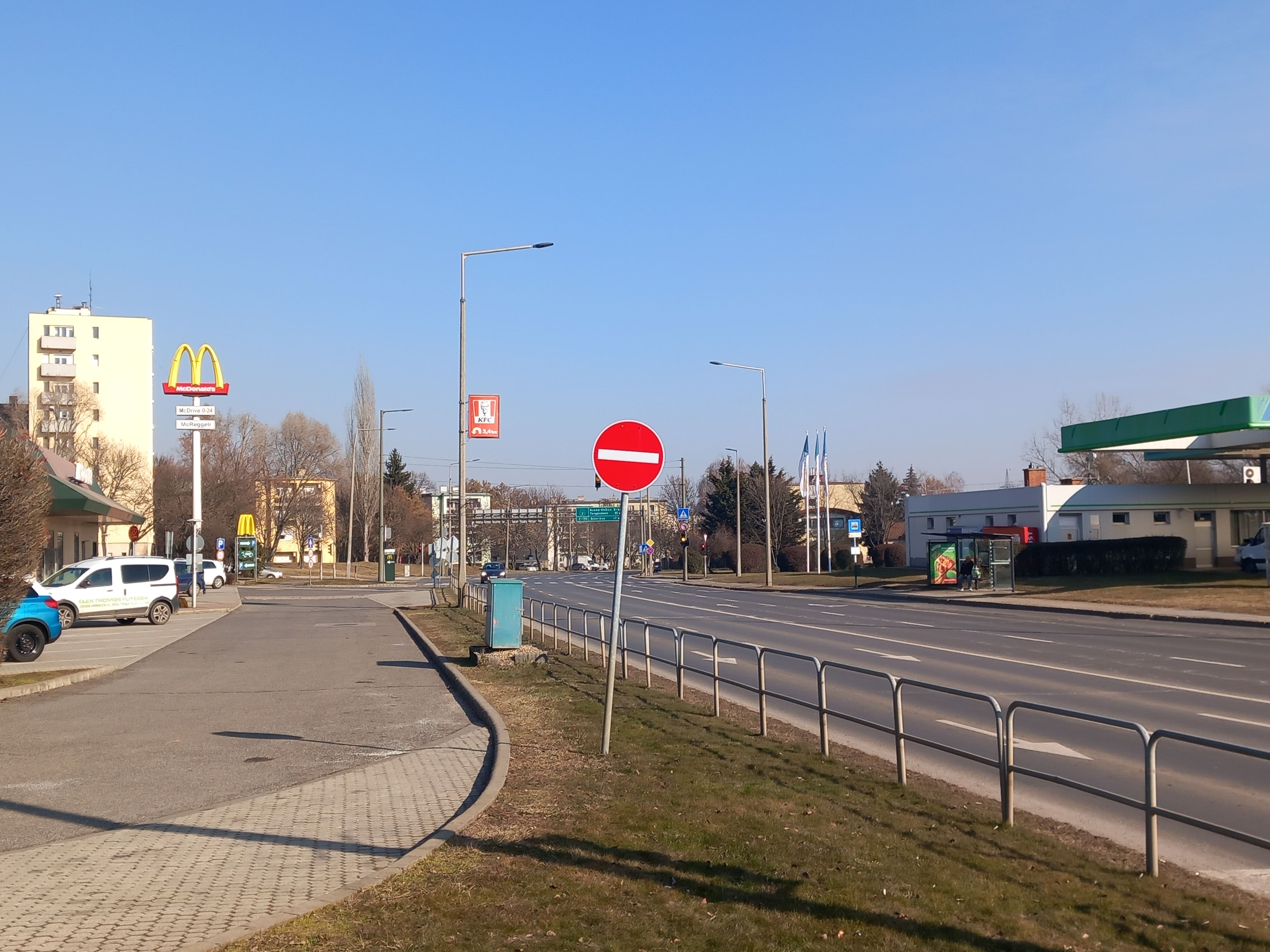
Tapolcai elágazás, 3. számú főút
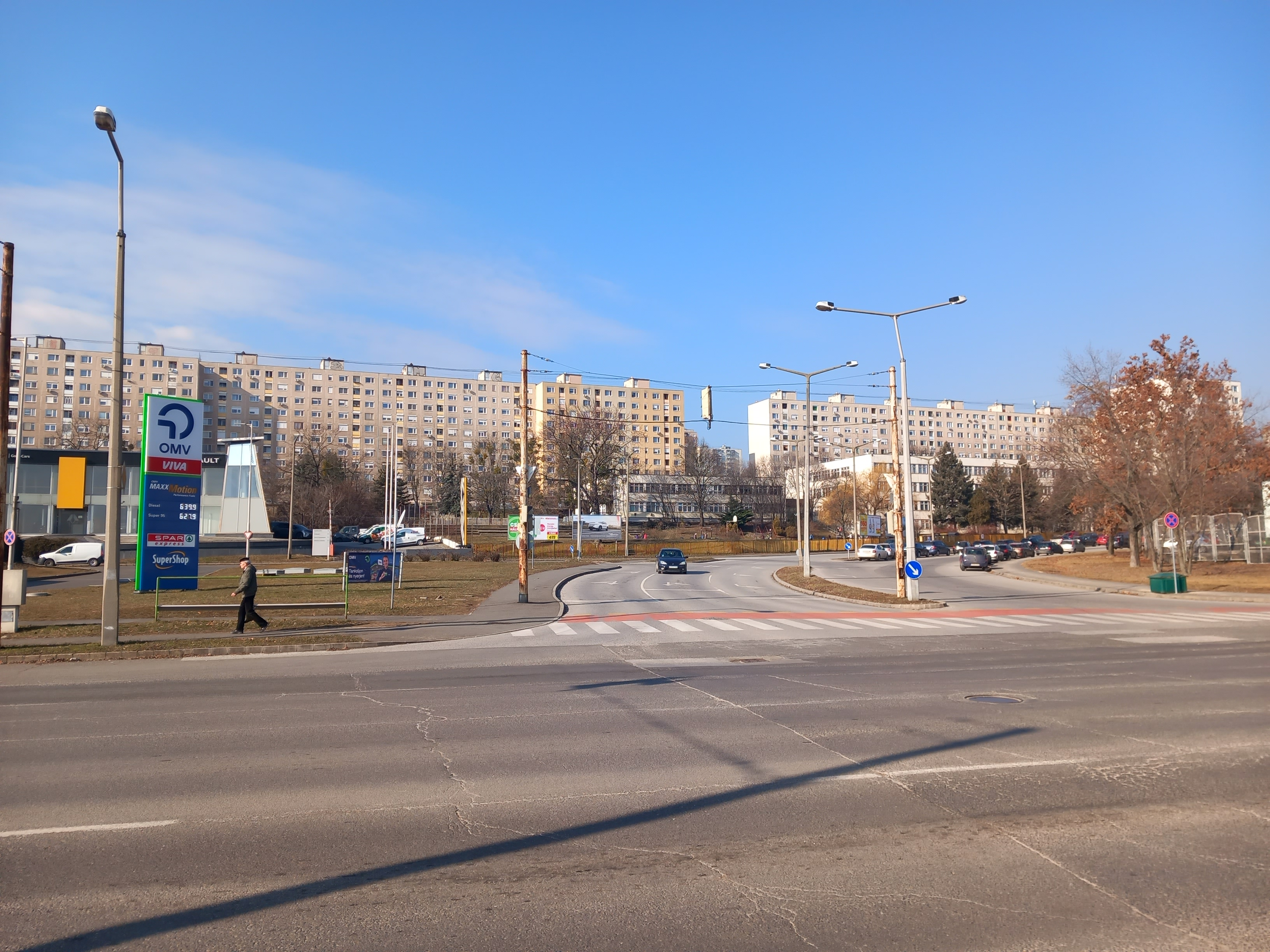
Az Avasra felvezető Ifjúság útja
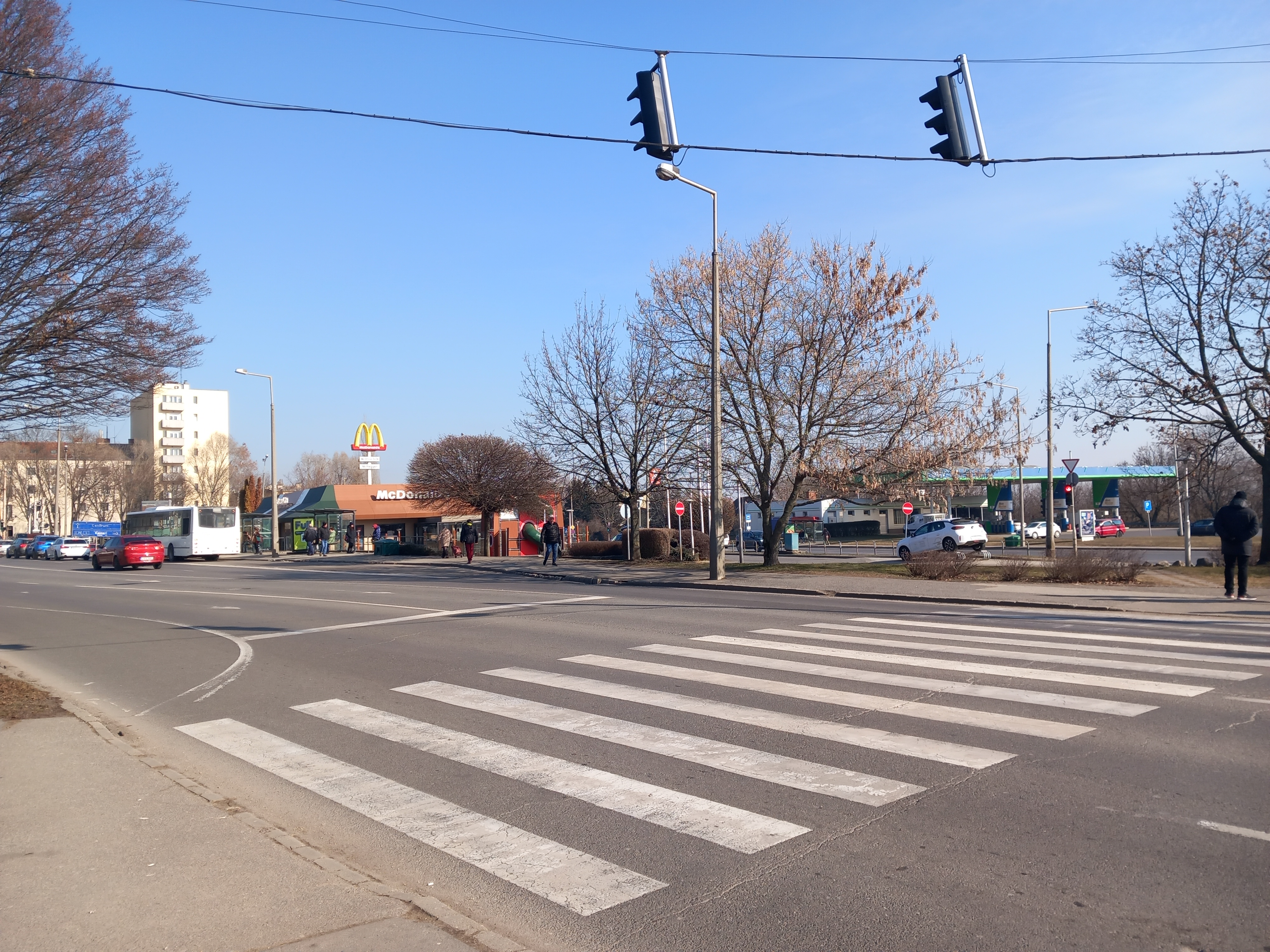
A Tapolcai elágazás a McDonald’s étteremmel
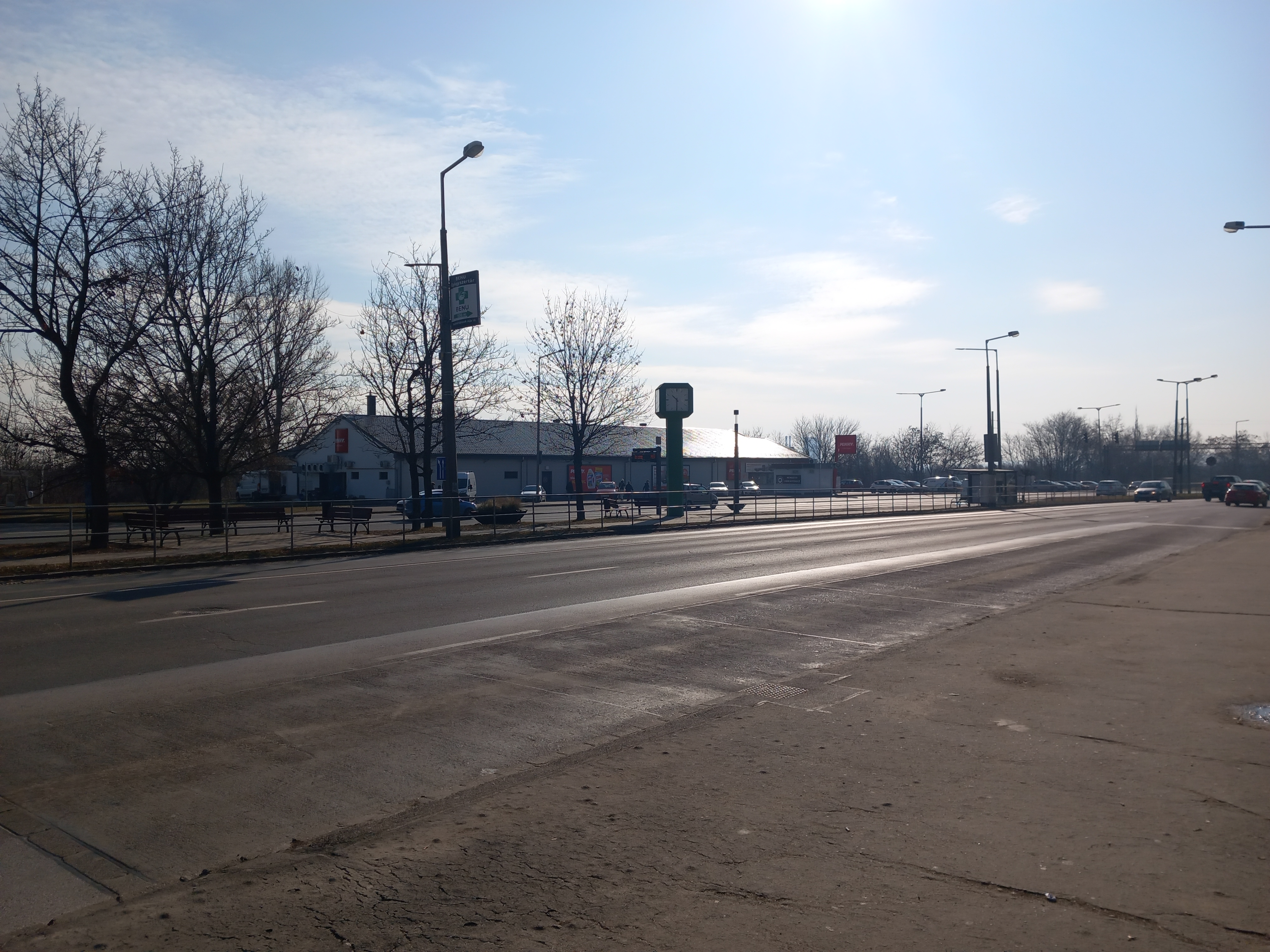
A Tapolcai elágazás a Penny Market üzlettel